# Węgry na Letnich Igrzyskach Olimpijskich 1908
Węgry na IV Letnich Igrzyskach Olimpijskich 1908 w Londynie reprezentowało 65 sportowców (sami mężczyźni) startujących w 8 dyscyplinach. Był to 4 występ reprezentacji Węgier na letnich igrzyskach olimpijskich

## Zdobyte medale
| Medal  | Zawodnik                                                      | Dyscyplina    | Konkurencja                                | Rezultat                                       |
| ------ | ------------------------------------------------------------- | ------------- | ------------------------------------------ | ---------------------------------------------- |
| Złoto  | Jenő Fuchs                                                    | Szermierka    | szabla mężczyzn indywidualnie              |                                                |
| Złoto  | Jenő Fuchs Oszkár Gerde Péter Tóth Lajos Werkner Dezső Földes | Szermierka    | szabla mężczyzn drużynowo                  |                                                |
| Złoto  | Richárd Weisz                                                 | Zapasy        | styl klasyczny waga ciężka (powyżej 93 kg) | w finale pokonał Rosjanina Aleksandra Pietrowa |
| Srebro | István Somodi                                                 | Lekkoatletyka | skok wzwyż mężczyzn                        | 1,82 m                                         |
| Srebro | Zoltán Halmay                                                 | Pływanie      | 100 m stylem dowolnym mężczyzn             | 1:02,80                                        |
| Srebro | József Munk Imre Zachár Béla Las-Torres Zoltán Halmay         | Pływanie      | sztafeta 4 x 200 m stylem dowolnym         | 10:59,00                                       |
| Srebro | Béla Zulawszky                                                | Szermierka    | szabla mężczyzn indywidualnie              |                                                |
| Brąz   | Pál Simon Frigyes Mezei József Nagy Ödön Bodor Vilmos Rácz    | Lekkoatletyka | sztatefa mieszana                          | 3:32,50                                        |
| Brąz   | Károly Levitzky                                               | Wioślarstwo   | jedynka mężczyzn                           |                                                |

### Gimnastyka
| Zawodnik       | Konkurencja            | Finał  | Finał   |
| Zawodnik       | Konkurencja            | Wynik  | Miejsce |
| -------------- | ---------------------- | ------ | ------- |
| János Nyisztor | wielobój indywidualnie | 236    | 15.     |
| Kálmán Szabó   | wielobój indywidualnie | 209    | 34.     |
| Imre Gellért   | wielobój indywidualnie | 202,50 | 39.     |
| Mihály Antos   | wielobój indywidualnie | 192,50 | 47.     |
| Frigyes Gráf   | wielobój indywidualnie | 141,50 | 77.     |

### Lekkoatletyka
Konkurencje biegowe
| Konkurencja           | Zawodnik                                                     | Eliminacje         | Eliminacje         | Półfinał           | Półfinał           | Finał                 | Finał                 |
| Konkurencja           | Zawodnik                                                     | Wynik              | Miejsce            | Wynik              | Miejsce            | Wynik                 | Miejsce               |
| --------------------- | ------------------------------------------------------------ | ------------------ | ------------------ | ------------------ | ------------------ | --------------------- | --------------------- |
| 100 m                 | Pál Simon                                                    | 11,5               | 2.                 | Nie awansował      | Nie awansował      | Nie awansował         | Nie awansował         |
| 100 m                 | Frigyes Wiesner                                              | b.d                | 4.                 | Nie awansował      | Nie awansował      | Nie awansował         | Nie awansował         |
| 100 m                 | Vilmos Rácz                                                  | 11,4               | 2.                 | Nie awansował      | Nie awansował      | Nie awansował         | Nie awansował         |
| 200 m                 | Vilmos Rácz                                                  | 23,3               | 2.                 | Nie awansował      | Nie awansował      | Nie awansował         | Nie awansował         |
| 200 m                 | Frigyes Wiesner                                              | 24,0               | 2.                 | Nie awansował      | Nie awansował      | Nie awansował         | Nie awansował         |
| 200 m                 | Károly Radóczy                                               | Walkower           | Walkower           | 22,8               | 3.                 | Nie awansował         | Nie awansował         |
| 200 m                 | Pál Simon                                                    | b.d                | 4.                 | Nie awansował      | Nie awansował      | Nie awansował         | Nie awansował         |
| 400 m                 | József Nagy                                                  | 51,1               | 2.                 | Nie awansował      | Nie awansował      | Nie awansował         | Nie awansował         |
| 800 m                 | Ödön Bodor                                                   |                    |                    | 1:58,6             | 1.                 | 1:55,4                | 4.                    |
| 800 m                 | József Nagy                                                  |                    |                    | b.d                | 4.                 | Nie awansował         | Nie awansował         |
| 1500 m                | Ödön Bodor                                                   |                    |                    | b.d                | 8.                 | Nie awansował         | Nie awansował         |
| 1500 m                | József Nagy                                                  |                    |                    | 4:19,6             | 2.                 | Nie awansował         | Nie awansował         |
| 110 m przez płotki    | Nándor Kovács                                                | 17,2               | 2.                 | Nie awansował      | Nie awansował      | Nie awansował         | Nie awansował         |
| 400 m przez płotki    | Nándor Kovács                                                | walkower           | walkower           | Nie ukończył biegu | Nie ukończył biegu | Nie awansował         | Nie awansował         |
| 3200 m z przeszkodami | Antal Lovas                                                  | Nie ukończył biegu | Nie ukończył biegu |                    |                    | Nie awansował         | Nie awansował         |
| sztafeta olimpijska   | Pál Simon Vilmos Rácz József Nagy Ödön Bodor Frigyes Wiesner | 3:32,6             | 1.                 |                    |                    | 3:32,5                | brąz                  |
| 5 mil indywidualnie   | Antal Lovas                                                  | Nie ukończył biegu | Nie ukończył biegu |                    |                    | Nie awansował         | Nie awansował         |
| maraton               | Lajos Merenyi                                                |                    |                    |                    |                    | Nie stanął na starcie | Nie stanął na starcie |
| chód na 3500 m        | István Drubina                                               | 18:44,6            | 5.                 |                    |                    | Nie awansował         | Nie awansował         |

Konkurencje techniczne
| Zawodnik           | Konkurencja                   | Finał | Finał     |
| Zawodnik           | Konkurencja                   | Wynik | Miejsce   |
| ------------------ | ----------------------------- | ----- | --------- |
| Ödön Holits        | skok w dal                    | 6,54  | 14.       |
| Géza Kövesdi       | skok w dal                    | b.d   | 21.       |
| István Somodi      | skok wzwyż                    | 1,88  | srebro    |
| József Haluzsinsky | skok wzwyż                    | 1,72  | 13.       |
| Kálmán Szathmáry   | skok o tyczce                 | 3,35  | 8.        |
| István Mudin       | rzut młotem                   | b.d   | 10.       |
| István Mudin       | pchnięcie kulą                | b.d   | 9.        |
| Mór Kóczán         | pchnięcie kulą                | b.d   | 9.        |
| György Luntzer     | rzut dyskiem                  | 38,34 | 7.        |
| Mór Kóczán         | rzut dyskiem                  | 32,76 | 12. - 42. |
| Ferenc Jesina      | rzut dyskiem                  | b.d   | 12. - 42. |
| Imre Mudin         | rzut dyskiem                  | b.d   | 12. - 42. |
| István Mudin       | rzut dyskiem greckim          | 33,11 | 7.        |
| György Luntzer     | rzut dyskiem greckim          | b.d   | 11.       |
| Imre Mudin         | rzut dyskiem greckim          | b.d   | 11.       |
| Mór Kóczán         | rzut dyskiem greckim          | b.d   | 11.       |
| Imre Mudin         | rzut oszczepem w stylu wolnym | 45,96 | 7.        |
| Ferenc Jesina      | rzut oszczepem w stylu wolnym | 36,82 | 10. - 33. |
| György Luntzer     | rzut oszczepem w stylu wolnym | b.d   | 10. - 33. |
| István Mudin       | rzut oszczepem w stylu wolnym | b.d   | 10. - 33. |
| Mór Kóczán         | rzut oszczepem w stylu wolnym | b.d   | 10. - 33. |

### Pływanie
| Konkurencja        | Zawodnik                                              | Eliminacje      | Eliminacje      | Półfinał      | Półfinał      | Finał         | Finał         |
| Konkurencja        | Zawodnik                                              | Czas            | Miejsce         | Czas          | Miejsce       | Czas          | Miejsce       |
| ------------------ | ----------------------------------------------------- | --------------- | --------------- | ------------- | ------------- | ------------- | ------------- |
| 100 m dowolnym     | Zoltán Halmay                                         | 1:08,2          | 1.              | 1:09,4        | 1.            | 1:06,2        | srebro        |
| 100 m dowolnym     | József Munk                                           | b.d             | 3.              | Nie awansował | Nie awansował | Nie awansował | Nie awansował |
| 100 m dowolnym     | Henrik Hajós                                          | b.d             | 3.              | Nie awansował | Nie awansował | Nie awansował | Nie awansował |
| 100 m dowolnym     | József Ónody                                          | 1:13,2          | 2.              | Nie awansował | Nie awansował | Nie awansował | Nie awansował |
| 400 m dowolnym     | Béla Las-Torres                                       | 5:52,2          | 2.              | b.d           | 4.            | Nie awansował | Nie awansował |
| 400 m dowolnym     | József Ónody                                          | b.d             | 3.              | Nie awansował | Nie awansował | Nie awansował | Nie awansował |
| 400 m dowolnym     | Imre Zachár                                           | 6:09,8          | 1.              | b.d           | 4.            | Nie awansował | Nie awansował |
| 400 m dowolnym     | Henrik Hajós                                          | 6:19,8          | 1.              | b.d           | 5.            | Nie awansował | Nie awansował |
| 100 m grzbietowym  | Sándor Kugler                                         | Dyskwalifikacja | Dyskwalifikacja | Nie awansował | Nie awansował | Nie awansował | Nie awansował |
| 200 m klasycznym   | András Baronyi                                        | 3:18,0          | 2.              | Nie awansował | Nie awansował | Nie awansował | Nie awansował |
| 200 m klasycznym   | Ödön Toldi                                            | 3:14,4          | 1.              | 3:16,4        | 2.            | 3:15,2        | 4.            |
| 200 m klasycznym   | József Fabinyi                                        | 3:23,4          | 1.              | b.d           | 4.            | Nie awansował | Nie awansował |
| 4 × 200 m dowolnym | József Munk Imre Zachár Béla Las-Torres Zoltán Halmay |                 |                 | b.d           | 1.            | 10:59,0       | srebro        |

### Strzelectwo
| Konkurencja               | Zawodnik       | Finał | Finał   |
| Konkurencja               | Zawodnik       | Wynik | Pozycja |
| ------------------------- | -------------- | ----- | ------- |
| karabin dowolny 3 postawy | Sándor Prokopp | 627   | 43.     |
| karabin dowolny 3 postawy | Kálmán Móricz  | 490   | 49.     |

### Szermierka
| Konkurencja          | Zawodnik                                                      | 1 runda | 1 runda   | 2 runda                                                                | 2 runda       | Półfinały | Półfinały     | Finał | Finał         | Pozycja       |
| Konkurencja          | Zawodnik                                                      | Przeciwnik | Wynik     | Przeciwnik                                                             | Wynik         | Przeciwnik | Wynik         | Przeciwnik | Wynik         | Pozycja       |
| -------------------- | ------------------------------------------------------------- | --- | --------- | ---------------------------------------------------------------------- | ------------- | --- | ------------- | --- | ------------- | ------------- |
| szpada indywidualnie | Dezső Földes                                                  | Leaf Daniell Vilém Goppold von Lobsdorf Frédéric Dubourdieu Emil Schön Fernand Bosmans Willem van Blijenburgh         | P W       | Nie awansował                                                          | Nie awansował | Nie awansował | Nie awansował | Nie awansował | Nie awansował | Nie awansował |
| szpada indywidualnie | Béla Zulawszky                                                | Edgar Amphlett Jetze Doorman Eugène Olivier Ernst Moldenhauer Pietro Sarzano                                          | W P R     | Nie awansował                                                          | Nie awansował | Nie awansował | Nie awansował | Nie awansował | Nie awansował | Nie awansował |
| szpada indywidualnie | Péter Tóth                                                    | Jean Stern Henri Davids Marcel Van Langenhove Julius Lichtenfels                                                      | P W P     | Nie awansował                                                          | Nie awansował | Nie awansował | Nie awansował | Nie awansował | Nie awansował | Nie awansował |
| szabla indywidualnie | Péter Tóth                                                    | Otakar Lada Archibald Murray Joseph Van der Voodt Johannes Adam                                                       | P W P     | Jenő Szántay Willem van Blijenburgh Siegfried Flesch Alfred Labouchere | W             | Jetze Doorman Vilém Goppold von Lobsdorf Joseph Van der Voodt Béla Zulawszky Oszkár Gerde Lauritz Østrup Sante Ceccherini  | P W P W       | Jenő Fuchs Béla Zulawszky Vilém Goppold von Lobsdorf Jenő Szántay Lajos Werkner Jetze Doorman Georges de la Falaise | P W P W P     | 5.            |
| szabla indywidualnie | Jenő Szántay                                                  | Georges de la Falaise Antoine Van Tomme August Petri Maurits Jacob van Löben Sels                                     | W P W     | Péter Tóth Willem van Blijenburgh Siegfried Flesch Alfred Labouchere   | P W W         | Jenő Fuchs Georges de la Falaise Lajos Werkner Marcello Bertinetti Dezső Földes Charles Notley Bertrand Marie de Lesseps   | W P W P       | Jenő Fuchs Béla Zulawszky Vilém Goppold von Lobsdorf Péter Tóth Lajos Werkner Jetze Doorman Georges de la Falaise   | P W R W       | 4.            |
| szabla indywidualnie | Dezső Földes                                                  | Jakob Erckrath de Bary Sante Ceccherini Robert Badman Lion van Minden Ismaël de Lesseps                               | W W       | Lajos Werkner Fritz Jack George van Rossem Robert Badman               | P W W         | Jenő Fuchs Georges de la Falaise Lajos Werkner Marcello Bertinetti Jenő Szántay Charles Notley Bertrand Marie de Lesseps   | P W P W       | Nie awansował | Nie awansował | Nie awansował |
| szabla indywidualnie | Béla Zulawszky                                                | Marcello Bertinetti Bertrand Marie de Lesseps Robert Krünert Charles Wilson Walter Gates                              | W P W W   | Bertrand Marie de Lesseps Bedřich Schejbal Vilém Tvrzský               | P W           | Jetze Doorman Vilém Goppold von Lobsdorf Péter Tóth Joseph Van der Voodt Oszkár Gerde Lauritz Østrup Sante Ceccherini      | W P W         | Jenő Fuchs Jenő Szántay Vilém Goppold von Lobsdorf Péter Tóth Lajos Werkner Jetze Doorman Georges de la Falaise     | P W           | srebro        |
| szabla indywidualnie | Oszkár Gerde                                                  | Alexis du Bosch Lauritz Østrup Willem van Blijenburgh Alfred Keene Joseph, Marquis de Saint Brisson                   | W P W W   | Emil Schön Sante Ceccherini Otakar Lada Paul Anspach                   | W W           | Jetze Doorman Vilém Goppold von Lobsdorf Péter Tóth Béla Zulawszky Joseph Van der Voodt Lauritz Østrup Sante Ceccherini    | W P W W       | Nie awansował | Nie awansował | Nie awansował |
| szabla indywidualnie | Jenő Apáthy                                                   | Vilém Goppold von Lobsdorf Paul Anspach Edward Brookfield Johan van Schreven Pietro Sarzano Georg Stöhr Jean Mikorski | P W       | Lauritz Østrup Georges de la Falaise Einar Schwartz-Nielsen            | P W           | Nie awansował | Nie awansował | Nie awansował | Nie awansował | Nie awansował |
| szabla indywidualnie | Jenő Fuchs                                                    | Ernst Moldenhauer Gustaaf van Hulstijn Vilém Tvrzský Luigi Pinelli Lockhart Leith                                     | W W       | Étienne Grade Charles Notley Richard Schoemaker Georges Lateux         | W P W         | Lajos Werkner Georges de la Falaise Jenő Szántay Marcello Bertinetti Dezső Földes Charles Notley Bertrand Marie de Lesseps | W P W         | Béla Zulawszky Jenő Szántay Vilém Goppold von Lobsdorf Péter Tóth Lajos Werkner Jetze Doorman Georges de la Falaise | W R W         | złoto         |
| szabla indywidualnie | Lajos Werkner                                                 | Emil Schön Riccardo Nowak Marc Perrodon Jan de Beaufort František Dušek Alfred Chalke                                 | W P W W W | Fritz Jack Dezső Földes George van Rossem Robert Badman                | W W           | Jenő Fuchs Georges de la Falaise Jenő Szántay Marcello Bertinetti Dezső Földes Charles Notley Bertrand Marie de Lesseps    | P W P W       | Béla Zulawszky Jenő Szántay Vilém Goppold von Lobsdorf Péter Tóth Jenő Fuchs Jetze Doorman Georges de la Falaise    | P P P W       | 6.            |
| szabla drużynowo     | Jenő Fuchs Oszkár Gerde Péter Tóth Lajos Werkner Dezső Földes | |           | Cesarstwo Niemieckie                                                   | W             | Włochy | W             | Bohemia | W             | złoto         |

### Tenis ziemny
| Konkurencja | Zawodnik                    | 1 runda                              | 2 runda                                        | 3 runda          | Ćwierćfinały     | Półfinały        | Finał            | Miejsce |
| Konkurencja | Zawodnik                    | Przeciwnik Wynik                     | Przeciwnik Wynik                               | Przeciwnik Wynik | Przeciwnik Wynik | Przeciwnik Wynik | Przeciwnik Wynik | Miejsce |
| ----------- | --------------------------- | ------------------------------------ | ---------------------------------------------- | ---------------- | ---------------- | ---------------- | ---------------- | ------- |
| Singiel (m) | Ede Tóth                    | Jozef Micovský W 1:0 (6:2,2:1 krecz) | James Parke P 0:3 (1:6,3:6,2:6)                | Nie awansował    | Nie awansował    | Nie awansował    | Nie awansował    | 16.     |
| Singiel (m) | Jenő von Zsigmondy          |                                      | Bohuslav Hykš P 1:3 (5:7,4:6,6:3,0:6)          | Nie awansował    | Nie awansował    | Nie awansował    | Nie awansował    | 16.     |
| Singiel (m) | Dezső Lauber                |                                      | Charles Dixon P 0:3 (1:6,0:6, 0:6)             | Nie awansował    | Nie awansował    | Nie awansował    | Nie awansował    | 16.     |
| debel (m)   | Ede Tóth Jenő von Zsigmondy |                                      | Josiah Ritchie James Parke P 0:3 (1:6,0:6,3:6) | Nie awansowali   | Nie awansowali   | Nie awansowali   | 7.               |         |

### Wioślarstwo
| Konkurencja | Zawodnik | Runda 1              | Runda 1              | Ćwierćfinał   | Ćwierćfinał   | Półfinał       | Półfinał       | Finał          | Finał          | Pozycja        |
| Konkurencja | Zawodnik | Czas                 | M.                   | Czas          | M.            | Czas           | M.             | Czas           | M.             | Pozycja        |
| ----------- | --- | -------------------- | -------------------- | ------------- | ------------- | -------------- | -------------- | -------------- | -------------- | -------------- |
| M1x         | Ernő Killer | Nie ukończył wyścigu | Nie ukończył wyścigu | Nie awansował | Nie awansował | Nie awansował  | Nie awansował  | Nie awansował  | Nie awansował  | 9.             |
| M1x         | Károly Levitzky |                      |                      | 10:08,0       | 1.            | b.d            | 2.             | Nie awansował  | Nie awansował  | brąz           |
| M8+         | Sándor Klekner Lajos Haraszthy Antal Szebeny Róbert Éder Sándor Hautzinger Jenő Várady Imre Wampetich Ferenc Kirchknopf Kálmán Vaskó |                      |                      | 8:15,7        | 2.            | Nie awansowali | Nie awansowali | Nie awansowali | Nie awansowali | Nie awansowali |

### Zapasy
| Konkurencja                   | Zawodnik       | 1/16 finału        | 1/8 finału           | Ćwierćfinał         | Półfinały           | Finał               | Miejsce |
| Konkurencja                   | Zawodnik       | Przeciwnik Wynik   | Przeciwnik Wynik     | Przeciwnik Wynik    | Przeciwnik Wynik    | Przeciwnik Wynik    | Miejsce |
| ----------------------------- | -------------- | ------------------ | -------------------- | ------------------- | ------------------- | ------------------- | ------- |
| styl klasyczny waga lekka     | József Maróthy | Albert Rose W      | William Wood W       | Gunnar Persson p    | Nie awansował       | Nie awansował       | 5.      |
| styl klasyczny waga lekka     | Ödön Radvány   | William Ruff W     | Albert Hawkins W     | Nikołaj Orłow p     | Nie awansował       | Nie awansował       | 5.      |
| styl klasyczny waga lekka     | József Téger   | Jacob van Moppes W | Enrico Porro p       | Nie awansował       | Nie awansował       | Nie awansował       | 9.      |
| styl klasyczny waga średnia   | Miklós Orosz   | wolny los          | Jóhannes Jósefsson p | Nie awansował       | Nie awansował       | Nie awansował       | 9.      |
| styl klasyczny waga półciężka | Hugó Payr      | wolny los          | Jewgienij Zamotin W  | Jacob van Westrop W | Verner Weckman p    | Nie awansował       | 4.      |
| styl klasyczny waga półciężka | György Luntzer | Douwe Wijbrands p  | Nie awansował        | Nie awansował       | Nie awansował       | Nie awansował       | 17.     |
| styl klasyczny waga ciężka    | Hugó Payr      |                    |                      | Ned Barrett W       | Aleksandr Pietrow p | Nie awansował       | 4.      |
| styl klasyczny waga ciężka    | Richárd Weisz  |                    |                      | Carl Jensen W       | Søren Jensen W      | Aleksandr Pietrow W | złoto   |